# Pseudocolopteryx sclateri
A Pseudocolopteryx sclateri a madarak (Aves) osztályának verébalakúak (Passeriformes) rendjébe és a királygébicsfélék (Tyrannidae) családjába tartozó faj.

## Rendszerezése
A fajt Emile Oustalet francia zoológus írta le 1892-ben, az Anaeretes nembe Anaeretes [sic] Sclateri néven.

## Előfordulása
Dél-Amerikában, Trinidad és Tobago, valamint Argentína, Bolívia, Brazília, Guyana, Paraguay, Uruguay és Venezuela területén honos. Természetes élőhelyei a mocsarak. Vonuló faj.

## Megjelenése
Testhossza 11 centiméter, testtömege 6-10 gramm. Felállítható tollbóbitája van.
|  |

## Életmódja
Rovarokkal és pókokkal táplálkozik.

## Természetvédelmi helyzete
Az elterjedési területe rendkívül nagy, egyedszáma pedig stabil. A Természetvédelmi Világszövetség Vörös listáján nem fenyegetett fajként szerepel.